# Torymus sinensis
Torymus sinensis är en stekelart som beskrevs av Kamijo 1982. Torymus sinensis ingår i släktet Torymus och familjen gallglanssteklar. Inga underarter finns listade i Catalogue of Life.